# Dianthus aytachii
Dianthus aytachii C.Vural är en nejlikväxt.

## Beskrivning
Dianthus aytachii ingår i släktet nejlikor och familjen nejlikväxter.
Inga underarter finns listade i Catalogue of Life.

## Habitat
Turkiet, staden Kayseri, berget Erciyes, 2 500 – 2 700 m ö h, 38° 32' N, 35° 30' E 

## Etymologi
- Släktet Dianthus härleds från grekiska Διας (Dias), ett alternativt namn på den romerska guden Zeus + αντος (anthos) = blomma. Betydelsen blir Zeus blomma. Detta använde redan Theofrastos som namn på en blomma, 300 år före vår tideräkning.